# Lasioglossum subrussatum
Lasioglossum subrussatum là một loài Hymenoptera trong họ Halictidae. Loài này được Cockerell mô tả khoa học năm 1922.

## Hình ảnh

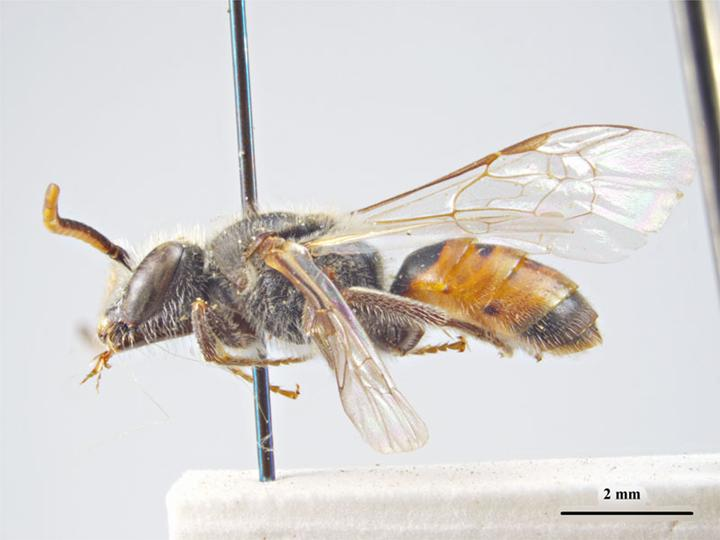